# 奈赫·米爾納-斯庫德
奈赫·米爾納-斯庫德（英語：Nehe Milner-Skudder；1990年12月15日—）是新西蘭橄欖球運動員。他是新西蘭國家橄欖球隊的一員，代表新西蘭參加了2015年世界盃橄欖球賽。